# Apoplophora marcuardi
Apoplophora marcuardi är en kvalsterart som beskrevs av Sandór Mahunka 1991. Apoplophora marcuardi ingår i släktet Apoplophora och familjen Mesoplophoridae. Inga underarter finns listade i Catalogue of Life.